# Joseph Maria Pernicone
Joseph Maria Pernicone (* 4. November 1903 in Regalbuto, Provinz Enna, Italien; † 11. Februar 1985) war Weihbischof in New York.

## Leben
Joseph Maria Pernicone empfing am 18. Dezember 1926 das Sakrament der Priesterweihe.
Am 6. April 1954 ernannte ihn Papst Pius XII. zum Titularbischof von Hadrianopolis in Honoriade und zum Weihbischof in New York. Der Erzbischof von New York, Francis Kardinal Spellman, spendete ihm am 5. Mai desselben Jahres die Bischofsweihe; Mitkonsekratoren waren die Weihbischöfe in New York, Joseph Francis Flannelly und Edward Vincent Dargin.
Am 28. November 1978 nahm Papst Johannes Paul II. das von Joseph Maria Pernicone aus Altersgründen vorgebrachte Rücktrittsgesuch an.